# Loxosceles barbara
Loxosceles barbara är en spindelart som beskrevs av Willis J. Gertsch och Ennik 1983. Loxosceles barbara ingår i släktet Loxosceles och familjen Sicariidae. Inga underarter finns listade i Catalogue of Life.